# 平和乡 (文成县)
平和乡是中华人民共和国浙江省温州市文成县下辖的一个乡。
2015年12月25日，浙江省人民政府批复同意调整峃口镇管辖范围，增设平和乡，乡政府驻平和村。所以現在浙江省有了平和鄉。

## 行政区划
平和乡下辖以下村级行政区划单位：
大洋口村、东方村、田东村、郭山村、廿五坑村、新田村、梅垟下村、下沙园村、平和村和双塆村。